# Bahar Mert
Bahar Mert Üçoklar est une ancienne joueuse de volley-ball turque née le 13 décembre 1975 à Kardjali  (Bulgarie). Elle mesure 1,80 m et jouait au poste de passeuse. Elle a totalisė 214 sélections en équipe de Turquie.

## Clubs
| Club                | De        | À         |
| ------------------- | --------- | --------- |
| Eczacıbaşı İstanbul | 1989-1990 | 1993-1994 |
| Ankara Vakıfbank    | 1994-1995 | 1999-2000 |
| Voley Cats Berlin   | 2000-2001 | 2001-2002 |
| Eczacıbaşı İstanbul | 2002-2003 | 2004-2005 |
| Asystel Novara      | 2006-2007 | 2006-2007 |
| Türk Telekom Ankara | 2007-2008 | 2008-2009 |

## Palmarès

### Équipe nationale
- Championnat d'Europe 
  - Finaliste : 2003

### Clubs
- Championnat de Turquie
  - Vainqueur : 1994, 1995, 1997, 1998, 2002, 2003.
- Ligue des champions
  - Finaliste : 1998, 1999.